# Catherine Morin-Desailly
Catherine Morin-Desailly est une femme politique française, née le 6 juillet 1960 au Petit-Quevilly, membre fondatrice de l'Union des démocrates et indépendants (UDI).
Élue sénatrice de la Seine-Maritime le 26 septembre 2004, elle est réélue le 28 septembre 2014 et le 27 septembre 2020. Elle rejoint le groupe Union centriste (aujourd'hui groupe UDI-UC).
Membre de la commission de la Culture, de l'Éducation et de la Communication depuis 2004, elle en est présidente de 2014 à 2020.

## Études et carrière professionnelle
Après deux années de classes préparatoires littéraires (hypokhâgne et khâgne), Catherine Morin-Desailly poursuit des études d'anglais à l'université de Rouen qui l’amènent à enseigner plusieurs années dans le secondaire en classes préparatoires aux Hautes études commerciales à l'École supérieure de commerce de Rouen, au lycée Galilée de Franqueville-Saint-Pierre, ainsi qu'au Greta. En parallèle, elle poursuit des études d'histoire.
En juin 2007, elle est diplômée de l'Institut des hautes études de l'entreprise.
Elle préside le Fonds régional d'art contemporain de Normandie-Rouen et l'Association française des orchestres.

## Carrière politique
Elle est élue sénatrice de la Seine-Maritime le 26 septembre 2004.
Le 17 novembre 2008, elle quitte le Mouvement démocrate, dont elle est membre du bureau exécutif depuis avril, pour rejoindre le Nouveau Centre. Le 22 juillet 2009, elle est nommée secrétaire nationale chargée de la culture et des médias du Nouveau Centre.
En 2010, élue conseillère régionale de Haute-Normandie, elle démissionne du conseil municipal de Rouen.
En mai 2011, elle est nommée à la commission scientifique nationale des collections pour y assurer la représentation du Sénat.
En 2012, elle est vice-présidente du conseil d'administration du Mouvement européen-France.
Le 7 septembre 2013, elle annonce qu'elle ne sera pas candidate à la tête de liste pour l'élection municipale de Rouen en 2014 pour raisons de santé.
Elle est nommée 4e vice-présidente de l'UDI, chargée de la Culture et des Nouvelles technologies, après l'élection de Jean-Christophe Lagarde au poste de président, le 13 novembre 2014.
Elle intègre la direction du parti Les Centristes à la suite de la fusion du Nouveau Centre et des « Bâtisseurs de l'UDI » en décembre 2016.

### Autres mandats
- Conseillère régionale de la région Normandie élue en décembre 2015.

### Anciens mandats
- Adjointe au maire de Bois-Guillaume de 1995 et 2001
- Adjointe au maire de Rouen, chargée de la culture et des relations internationales de 2001 à mars 2008
- Conseillère municipale de Rouen de 2008 à 2010
- Conseillère municipale de Rouen (mars 2014-janvier 2016)
- Conseillère communautaire de la communauté d'agglomération rouennaise (CAR) jusqu'en mars 2008
- Conseillère communautaire de la communauté d'agglomération Rouen-Elbeuf-Austreberthe devenue Métropole Rouen Normandie  (janvier 2015-janvier 2016)
- Conseillère régionale de Haute-Normandie de 2010 à 2014

## Les groupes interparlementaires d'amitié
- France - Égypte : présidente
- France - Afrique du Sud : vice-présidente
- France - Chypre : secrétaire (depuis le 27 janvier 2015)
- France - Maroc : secrétaire
- France - Tibet : secrétaire

## Action parlementaire
En juin 2014, elle dépose avec la sénatrice Chantal Jouanno une proposition de résolution visant à accorder l'asile à Edward Snowden,,. Elles déclarent que « les révélations d'Edward Snowden ont montré que les collectes massives d'informations par la NSA, concernant des citoyens du monde entier, dépassaient le cadre de la lutte nécessaire contre le terrorisme ou contre les autres risques géopolitiques ». Elles souhaitent également qu'Edward Snowden soit fait citoyen d'honneur, en se fondant sur l'article 14 de la Déclaration universelle des droits de l'homme sur le droit d'asile et « du caractère éthique de la démarche de Snowden ».
Catherine Morin-Desailly représente le Sénat dans plusieurs instances liées à la Culture et à la Communication, notamment le Conseil d'orientation stratégique de l'Institut français, les conseils d'administration de France Télévisions et de la Fondation du patrimoine ainsi que la commission scientifique nationale des collections.

### Rappel historique de la restitution de la têtemaori
En 2006, le maire de Rouen, Pierre Albertini (2001-2008), et Catherine Morin-Desailly, adjointe à la culture, travaillent à la réouverture du muséum d'histoire naturelle de Rouen, le deuxième en termes de richesse et de diversité des collections[réf. nécessaire] après celui de Paris. L'idée naît de restituer à la Nouvelle-Zélande, qui la réclame depuis de nombreuses années, la tête humaine tatouée et momifiée, dite « tête maorie », conservée au muséum depuis 1875.
Le 19 octobre 2007, le conseil municipal vote une délibération à l’unanimité et procède à une cérémonie de restitution en présence de l’ambassadrice de Nouvelle-Zélande, Sarah Dennis, ainsi que de l’ancien président de la commission culture de l'UNESCO, le Maori Tumu Te Heuheu.
Cette décision est contredite par la ministre de la Culture Christine Albanel qui estime que ce reste humain, « objet de collection », est frappé d'inaliénabilité. Elle conteste la délibération devant le tribunal administratif.
Pour mettre un terme aux épisodes juridiques qui suivent, liées principalement à la question non résolue du statut des restes humains, Catherine Morin-Desailly rédige et dépose au nom du groupe Union centriste une proposition de loi qui concerne les têtes maories.
Soutenue par plus de soixante sénateurs issus de différents groupes politiques, la loi est débattue et votée à l’unanimité au Sénat le 29 juin 2009 avec le soutien du ministre de la Culture, Frédéric Mitterrand. La loi déposée et défendue par le groupe Nouveau Centre à l’Assemblée nationale est à son tour votée « conforme » par les députés le 4 mai 2010.
C’est donc l’ensemble des têtes maories (quinze en France à Paris au musée du quai Branly, à Lille, Marseille, Lyon, Nantes, La Rochelle…) qui se trouvent « déclassées » et vont pouvoir retourner dans leur terre d'origine.